# Marmorofusus leptorhynchus
Marmorofusus leptorhynchus is een slakkensoort uit de familie van de Fasciolariidae. De wetenschappelijke naam van de soort werd in 1875 voor het eerst geldig gepubliceerd door Tapparone-Canefri.